# Brindalus granulicollis
Brindalus granulicollis är en skalbaggsart som beskrevs av Riccardo Pittino 1980. Brindalus granulicollis ingår i släktet Brindalus och familjen Aphodiidae. Inga underarter finns listade.